# Johann Lukas Rhiem
Johann Lukas Rhiem (* 1656 in Coburg; † 1729) war ein deutscher Arzt, Physiker, Gymnasialprofessor und Mitglied der Gelehrtenakademie „Leopoldina“.
Johann Lukas Rhiem studierte Medizin, Mathematik und Physik in Coburg, Leipzig und Altdorf. 1682 wurde er in Altdorf zum Doktor der Medizin promoviert. Er war herzoglicher Rath, Leibarzt und Physicus in Coburg sowie Gymnasialprofessor für Physik am dortigen Gymnasium Casimirianum. Er interessierte sich zudem für Botanik. Er hinterließ eine Tochter, Regina Cordula Rhiem, verheiratete Verpoortennin.
Am 1. August 1685 wurde Johann Lukas Rhiem mit dem Beinamen MYREPSUS als Mitglied (Matrikel-Nr. 142) in die Leopoldina aufgenommen.

## Werke
- mit Johann Wilhelm Pauli: Disputatione Mathematica Numerum Perfectum Perfectissimi, Lipsiae 1678
- mit Johann Christian Frommann, Georgius Heublein, Tobias Christianus Ambling, Johannes Lucas Ambling, Johann-Augustus Stempel: Dissertatio Medico-Physica De Acidulis, 1678
- Disputatio Medica Inauguralis De Ebore Fossili, Altdorfii 1682
- mit Georg Paul Dreher, Anton Marx Heberer, David Schlüter, Martin Rahn: Ehren-klingende Laute, welche Denen ... Themis-Söhnen Herrn Georg Paulus Drehern, Norimb. Herrn Marx Anton Heberern, Regiomont. Franc. Herrn David Slütern, Hamburg. I. U. Doctorandis; Herrn Martin Rhan, Stargardia-Pomer. Herrn Johann Lucas Rhiem, Coburgo-Franc. Med. Doctorandis. Als Ihnen auf der Hochlöblichen Universität Altdorff am Fest-Tage Petri und Pauli, so da war der 29. Junii, Anno 1682. die längst-verdiente Doctors-Würde conferirt wurde; Zu Bezeugung schuldiger Mit-Freude, in einem Glükkwünschungslied anstimmen wolten Die sämtliche Mollerische Tisch-Gesellschafft, 1682
- Brief an Johann Moritz Hoffmann vom 10. Oktober 1683
- mit Anna Elisabetha Rhiem und Johann Sauerbrei: Omophrosynē Kardias, sive Concordia Cordis, Optimum Sponsae Et Sponsi Omen. Das ist: Herzens-Einigkeit/ Das Allerbeste Glücks-Zeichen einer Braut und eines Bräutigams, 1690